# Corralillo
Corralillo est une ville et une municipalité de Cuba dans la province de Villa Clara.

## Géographie

### Situation, description
Corralillo est située sur la côte nord de l'île de Cuba, à la pointe nord-ouest de la province de Villa Clara, à 225 km à l'est de La Havane et 39 km nord-ouest de sa capitale de province Santa Clara — cette dernière incluse dans la municipalité.

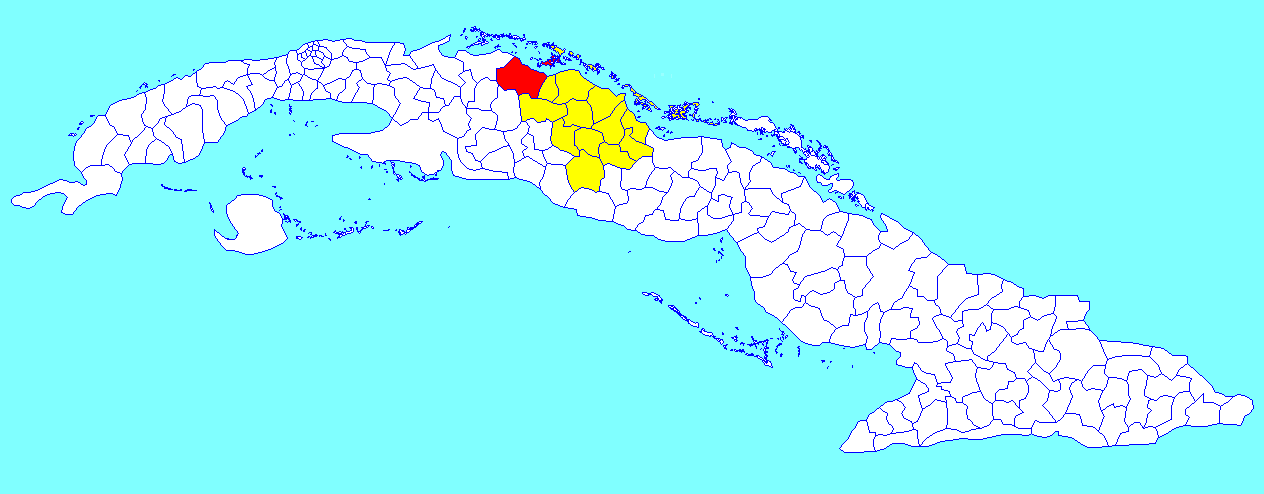
Municipalité de Corralillo dans la province de Villa Clara

### Divisions administratives
La municipalité compte huit consejos populares :
- Corralillo
- Guillermo Llabre
- La Panchita
- Quintin Banderas
- Rancho Veloz
- Sierra Morena
- Motembo
- Gavilanes

## Population
En 2022, la population était estimée à 24 791 habitants ; pour une surface de 837,3 km2, la densité de population est de 29,61 habitants/km².

## Personnalités nées à Corralillo
- Yénier Márquez, joueur de football, né en 1979
- Leonys Martín, joueur de baseball, né en 1988